# Prosečné
Prosečné (en allemand : Proschwitz) est une commune du district de Trutnov, dans la région de Hradec Králové, en République tchèque. Sa population s'élevait à 591 habitants en 2020.

## Géographie
Prosečné se trouve à 4 km au nord-ouest de Hostinné, à 16 km à l'ouest de Trutnov, à 41 km au nord-nord-ouest de Hradec Králové et à 105 km au nord-est de Prague.
La commune est limitée par Dolní Lánov et Černý Důl au nord, par Rudník à l'est, par Hostinné au sud, et par Klášterská Lhota et Kunčice nad Labem à l'ouest.

## Histoire
La première mention écrite de la localité date de 1437.